# Alexandre Joseph de Steuben
Pour les articles homonymes, voir Steuben.
Alexandre Joseph de Steuben, né le 22 juin 1814 à Paris, où il est mort le 7 juin 1862, est un peintre français.

## Biographie
Alexandre Joseph, baron de Steuben, est le fils du peintre Charles Auguste, baron de Steuben, et d'Anne Éléonore Trollé.
D'abord élève de son père, il se perfectionne ensuite au sein de l'atelier d’Ingres. Il obtient une médaille de troisième classe dès son premier Salon en 1840, en proposant Rubens.
Il passe dix ans en Russie, où il peint notamment Jacob bénissant ses enfants, sur ordre de l'empereur, pour la cathédrale Saint-Isaac de Saint-Pétersbourg. Il passe également trois ans à Rome,.
En 1858, il épouse Charlotte Doyen (1818-1904).
Il meurt à son domicile de la rue Monsieur-le-Prince à l'âge de 47 ans.

## Œuvres exposées aux Salons parisiens
- Rubens, au Salon de 1840
- Portraits des enfants de M. B., au Salon de 1841
- Épisode de la jeunesse de Milton, au Salon de 1842
- Femme aux environs de Rome ; costumes de Ciociara et de Cervaro, au Salon de 1845
- Le bain à la fontaine, au Salon de 1845

Œuvres d'Alexandre Joseph de Steuben
Marquis Abraham Duquesne, National Maritime Museum.
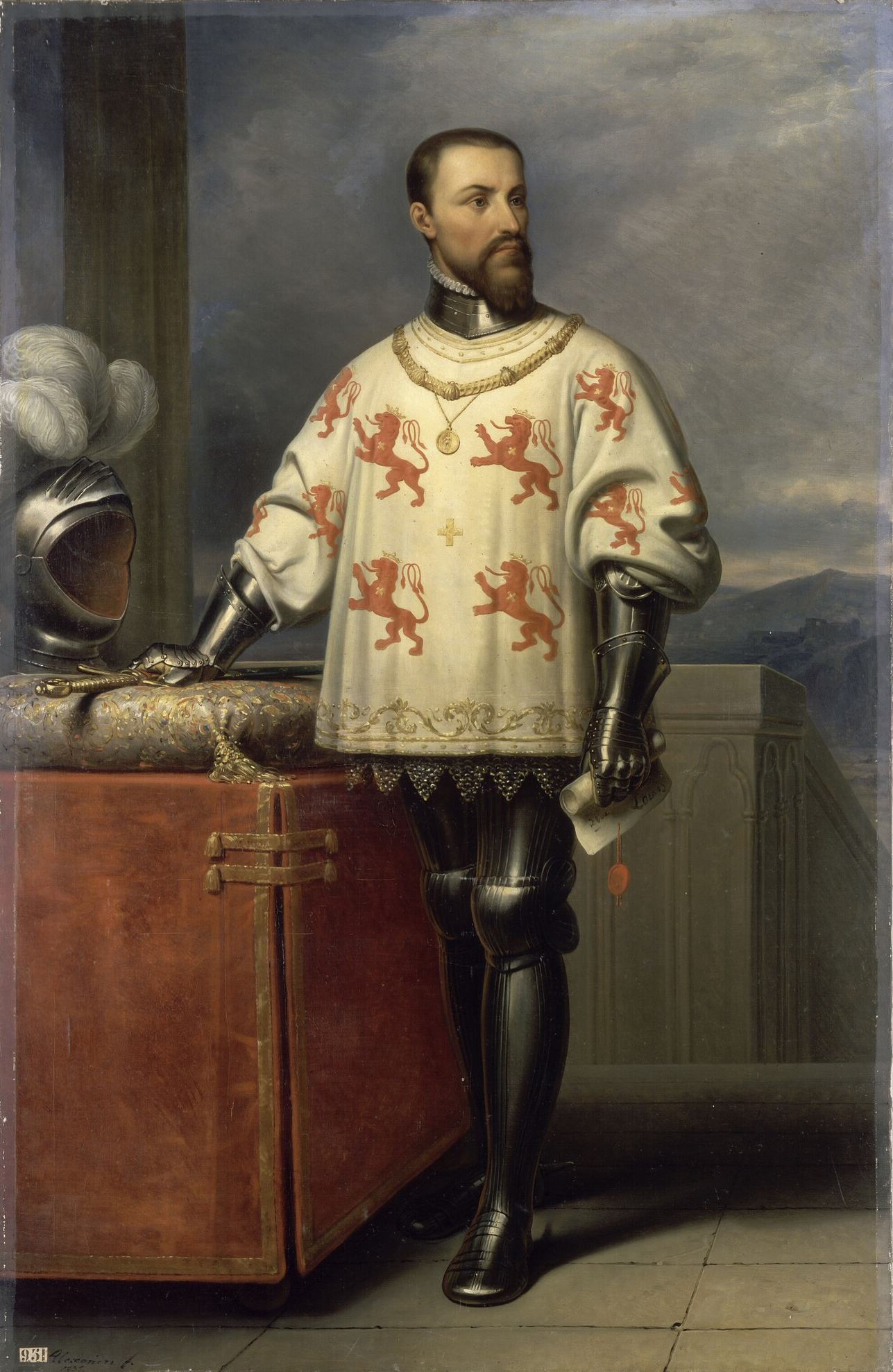
Louis de Luxembourg, comte de Saint-Paul, connétable de France en 1465, Musée de l'Histoire de France.